# Tipula libanica
Tipula libanica är en tvåvingeart som beskrevs av Vermoolen 1983. Tipula libanica ingår i släktet Tipula och familjen storharkrankar. Inga underarter finns listade i Catalogue of Life.